# Deir ez-Zor (pokrajina)
Pokrajina Deir ez-Zor (ar. مُحافظة دير الزور / ALA-LC: Muḥāfaẓat Dayr az-Zawr) je jedna od 14 sirijskih pokrajina. Nalazi se na istoku Sirije, na granici s Irakom. Površina pokrajine je 33,060 km2, a po procjeni iz 2011. (prije rata) je imala 1.239.000 stanovnika. Glavni grad pokrajine je Deir ez-Zor.

## Okruzi
Pokrajina je podijeljena u 3 okruga i 14 nahija (u zagradama je broj nahija u okrugu):
- Okrug Abu Kamal (4)
  - Nahija Abu Kamal
  - Nahija Hajin
  - Nahija Al-Jalaa
  - Nahija Al-Susah
- Okrug Deir ez-Zor (7)
  - Nahija Deir ez-Zor
  - Nahija Al-Kasrah
  - Nahija Al-Busayrah
  - Nahija Al-Muhasan
  - Nahija Al-Tabni
  - Nahija Khasham
  - Nahija Al-Suwar
- Okrug Mayadin (3)
  - Nahija Mayadin
  - Nahija Diban
  - Nahija Al-Asharah

## Vanjske poveznice
- edeiralzor